# Mureni, Mureș
Mureni, mai demult Sedriaș, Sindriaș, Sândrieș, Sidiriaș (în dialectul săsesc Zedriasch, în germană Neuflaigen, Neuflagen, Neureckel, Sedresch, Neuzekel, în maghiară Szederjes) este un sat în comuna Vânători din județul Mureș, Transilvania, România.

## Personalități
- Mihail Nemeș (1944 - 2005), traducător român din literaturile franceză și germană, profesor[1] de limba franceză și de limba română, a decedat la Mureni, comuna Vânători, județul Mureș.

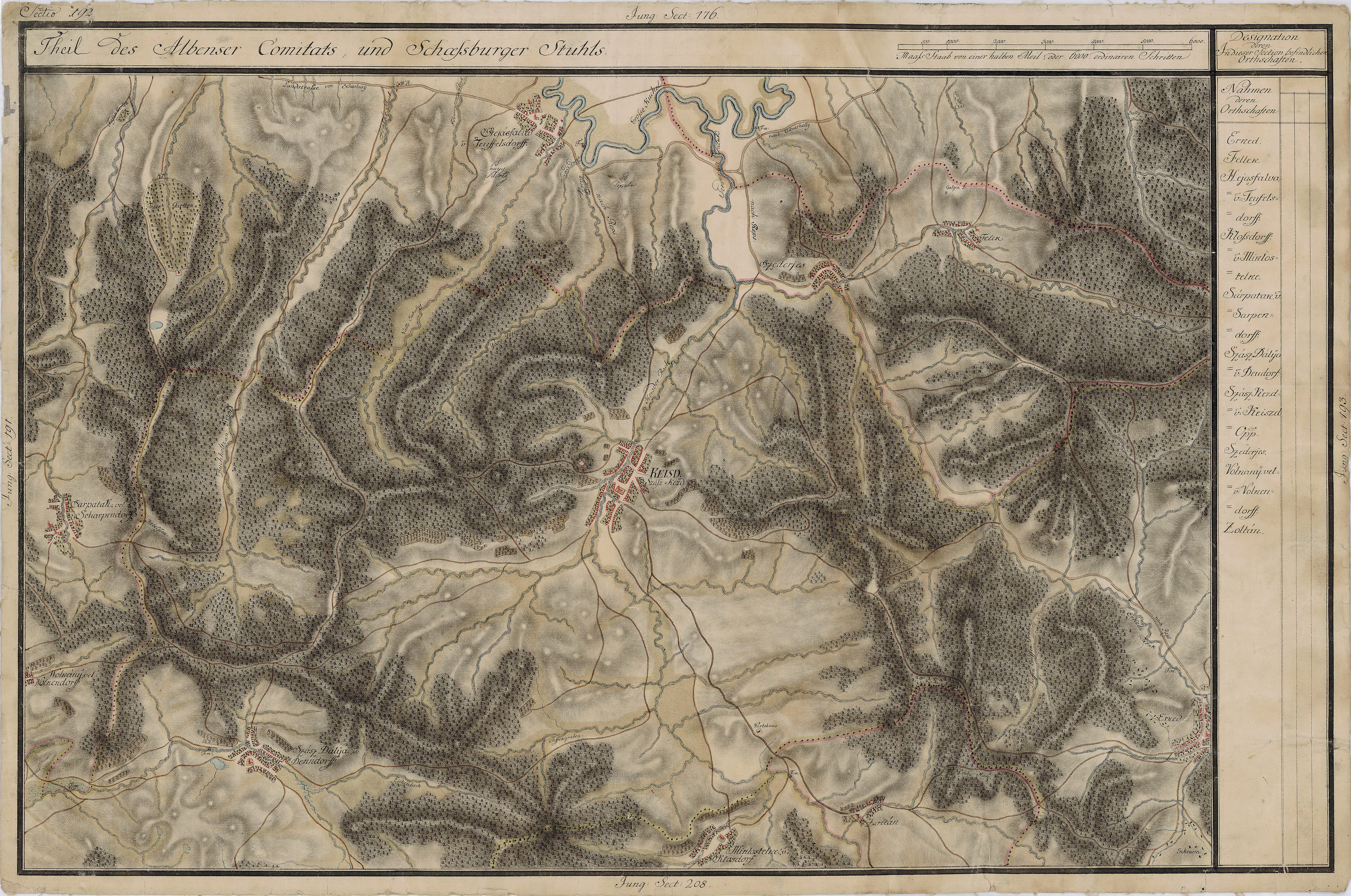
Mureni în Harta Iosefină a Transilvaniei, 1769-1773

## Vezi și
- Biserica reformată din Mureni

## Imagini

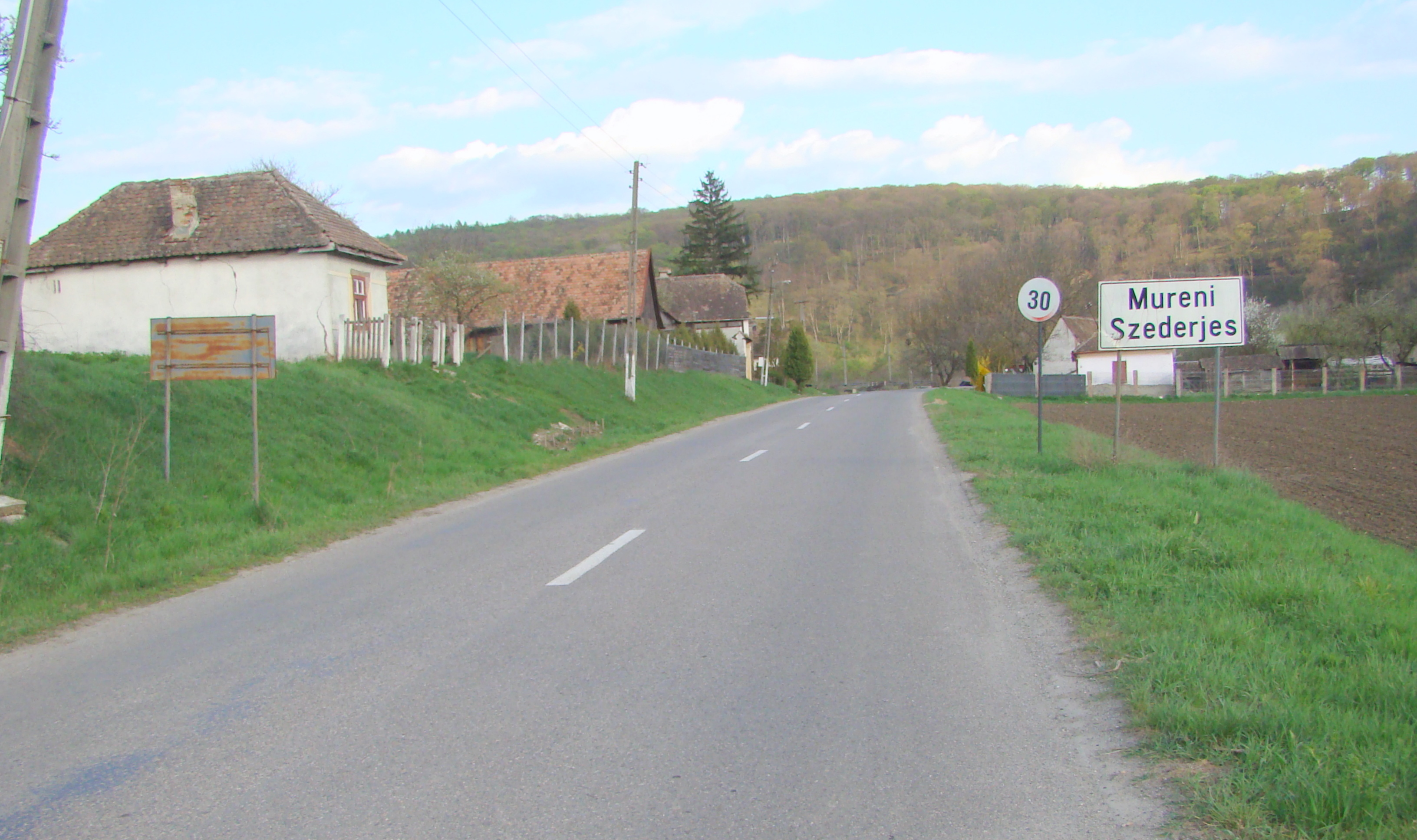
Intrarea în localitate
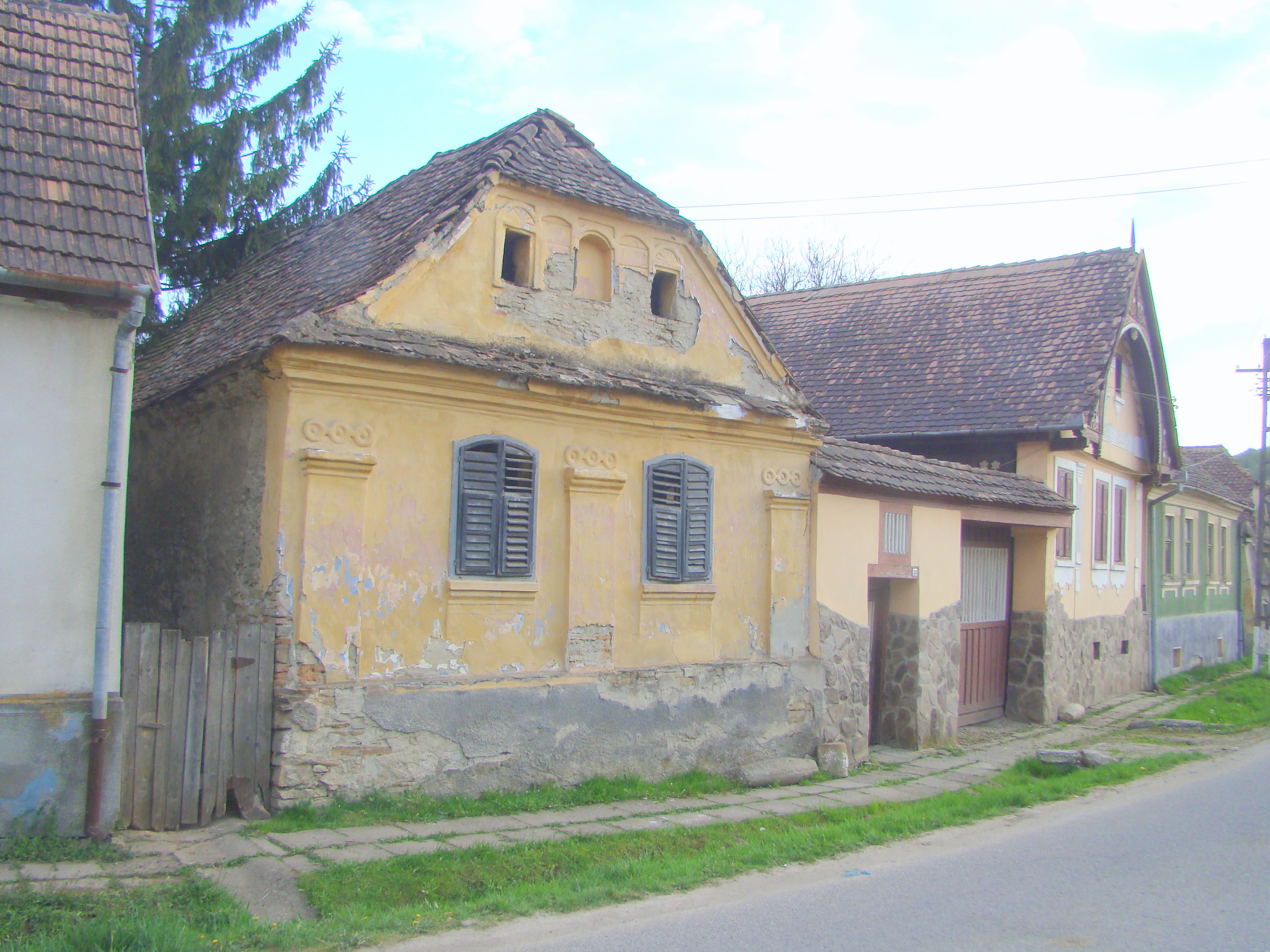
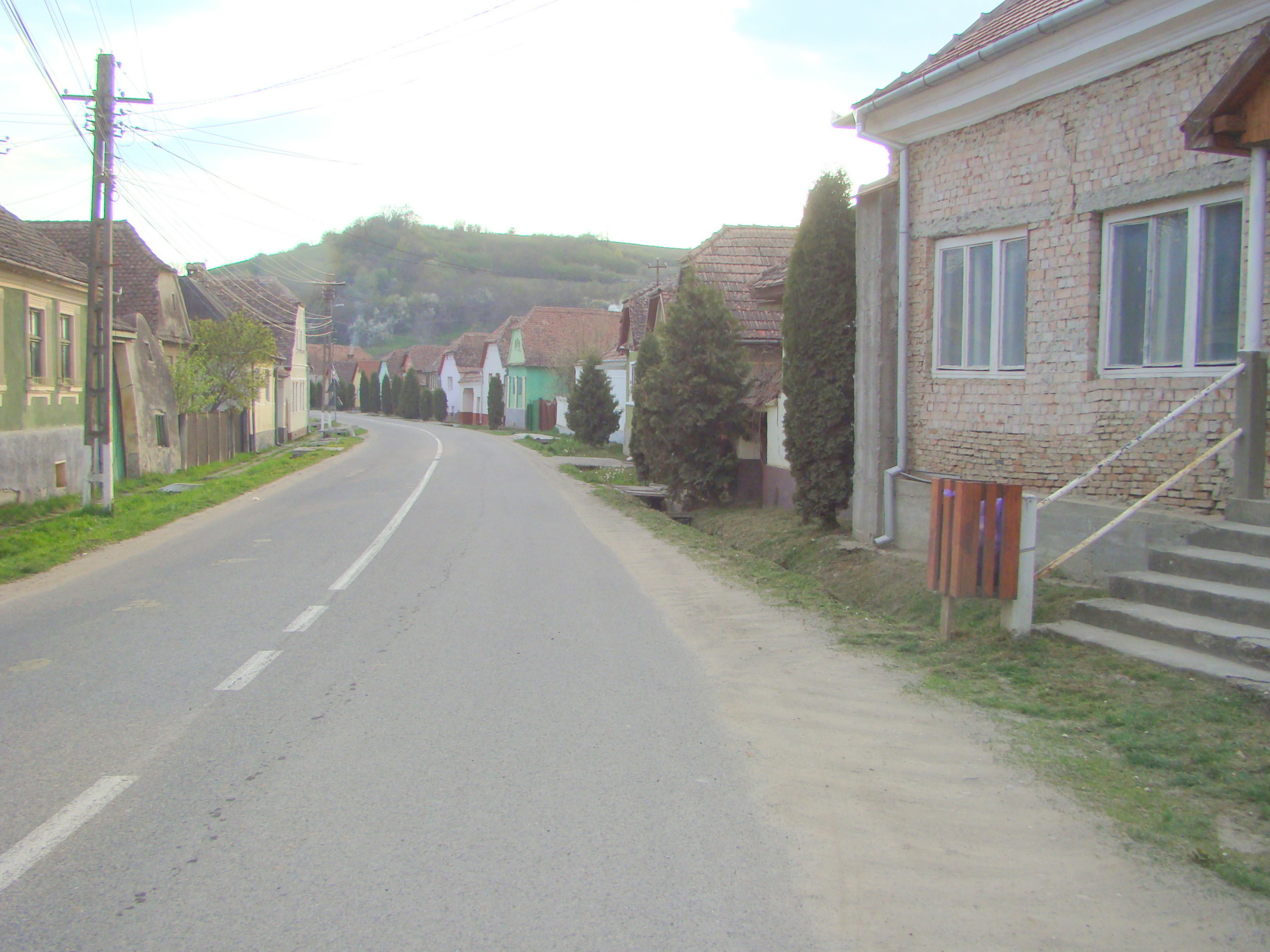
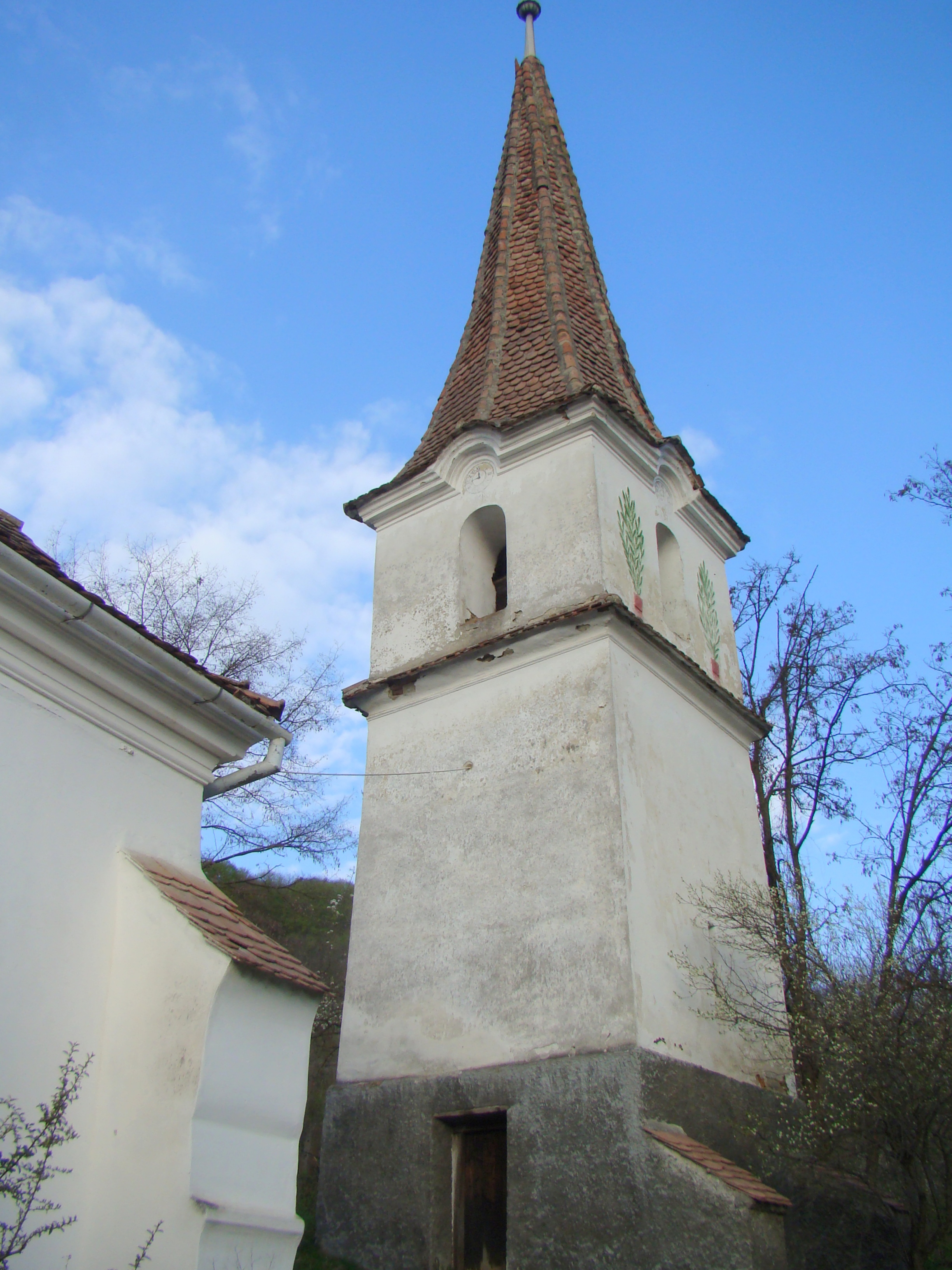
Turnul bisericii reformate
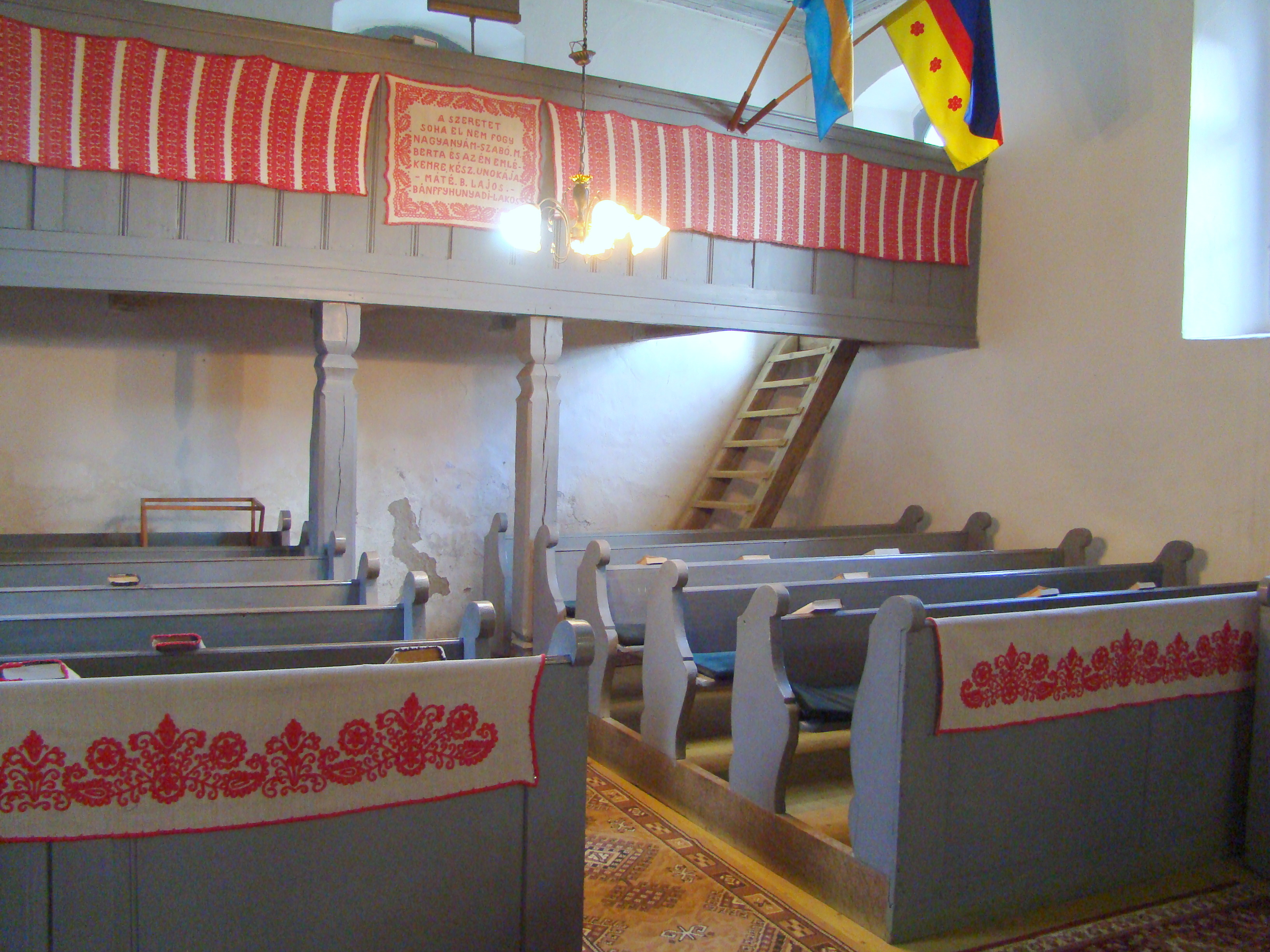
Biserica reformată (interior)
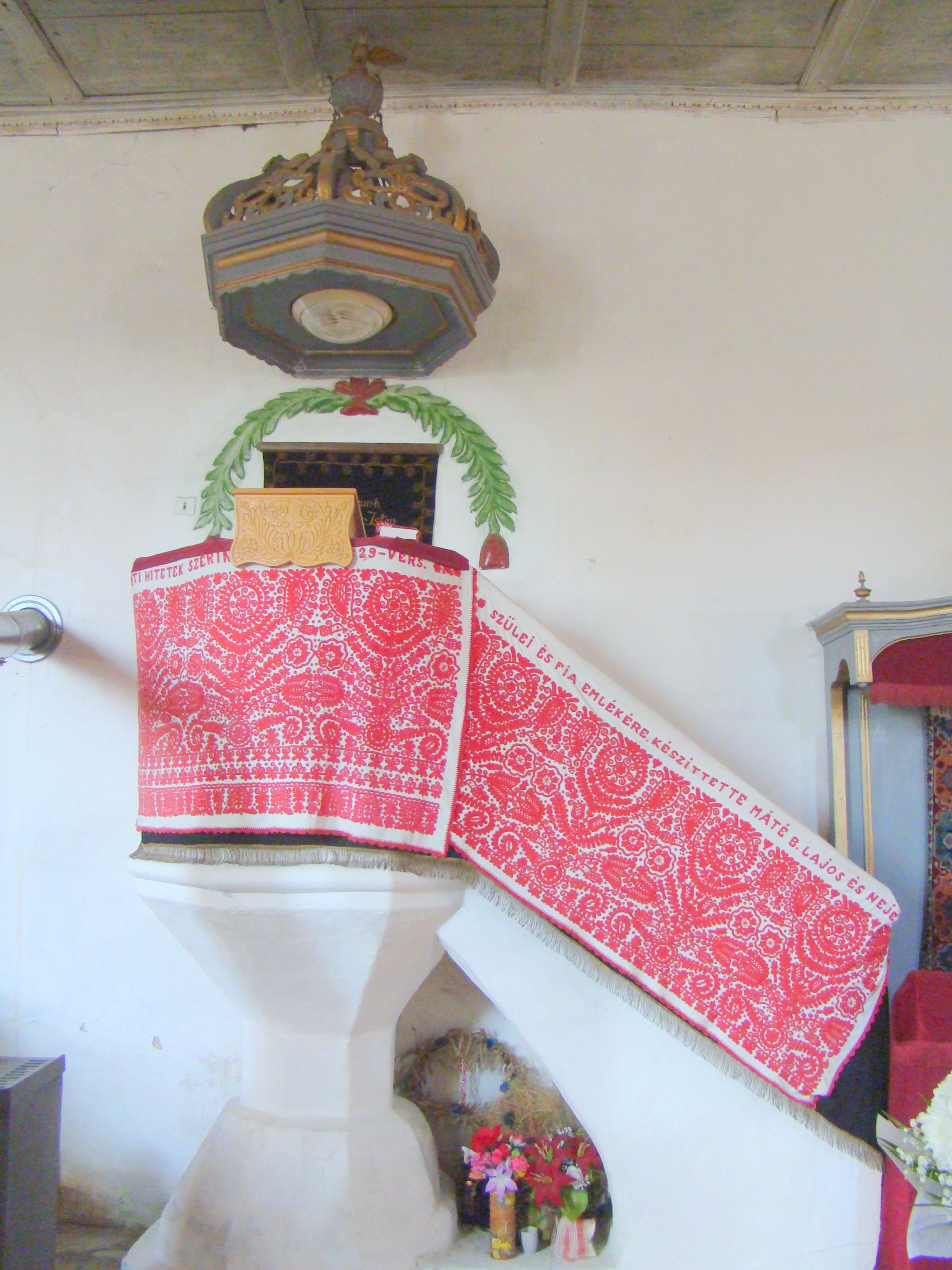
Biserica reformată (amvonul)
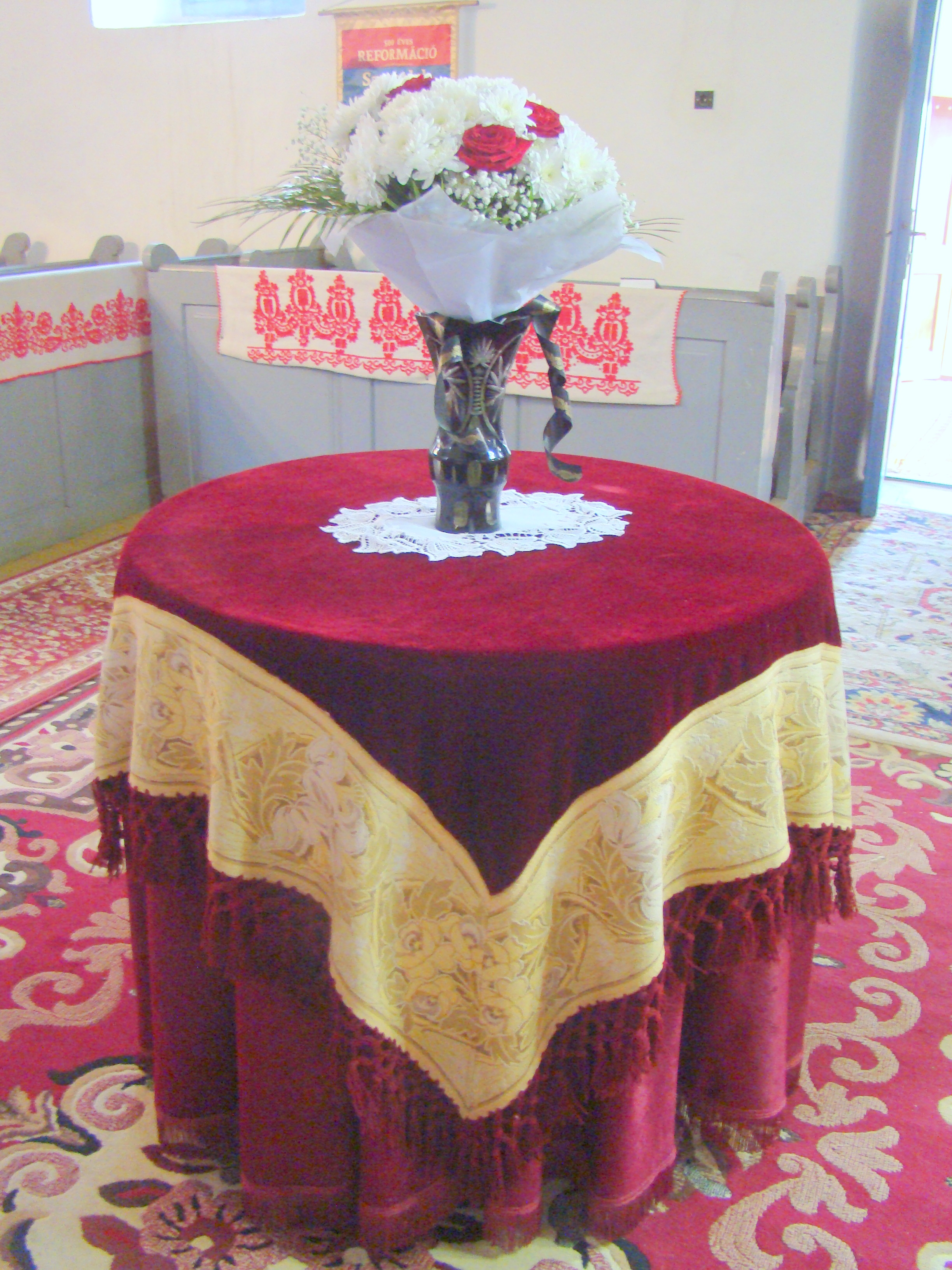
Biserica reformată (Masa Domnului)
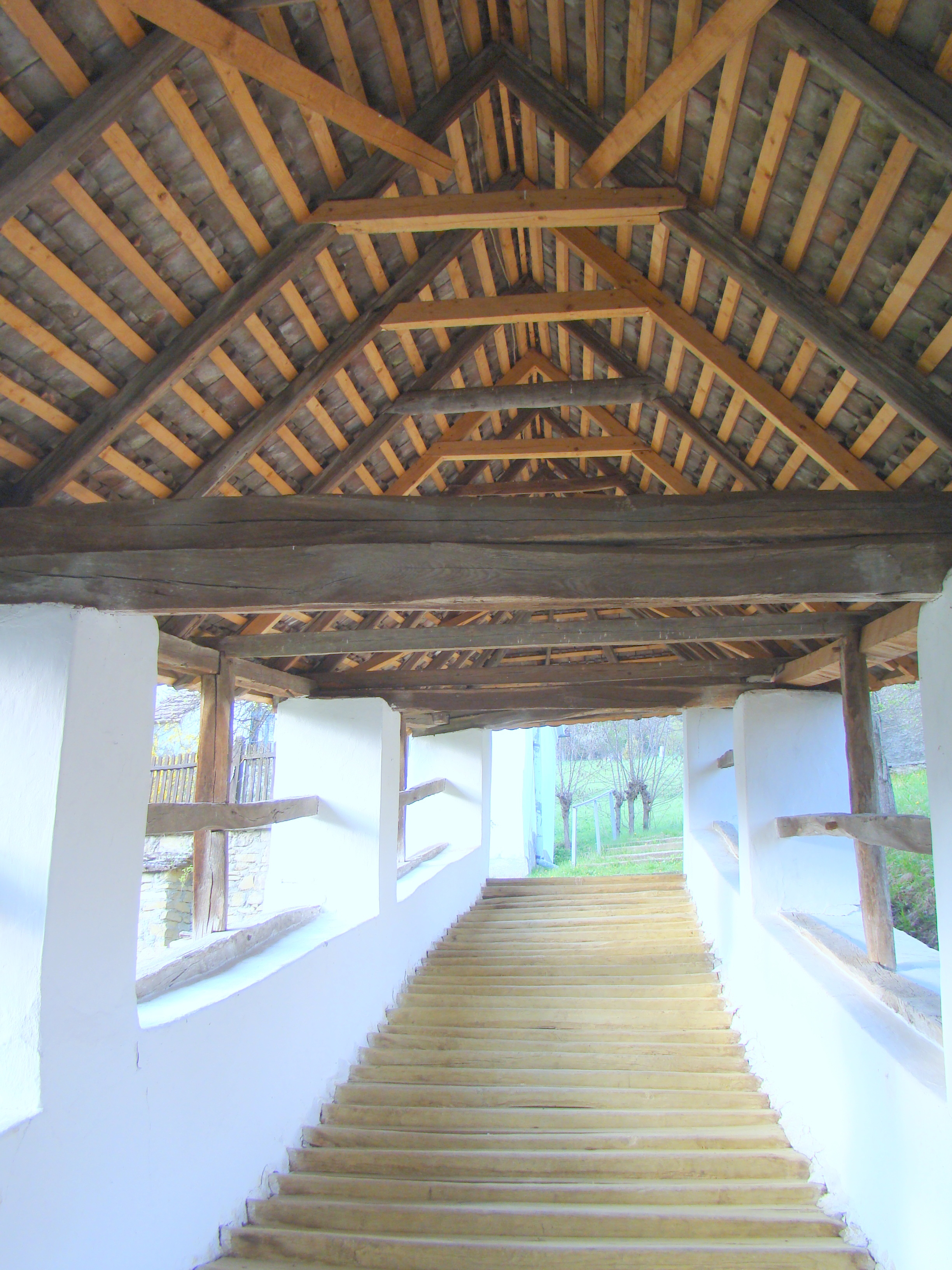
Biserica reformată (scara acoperită)
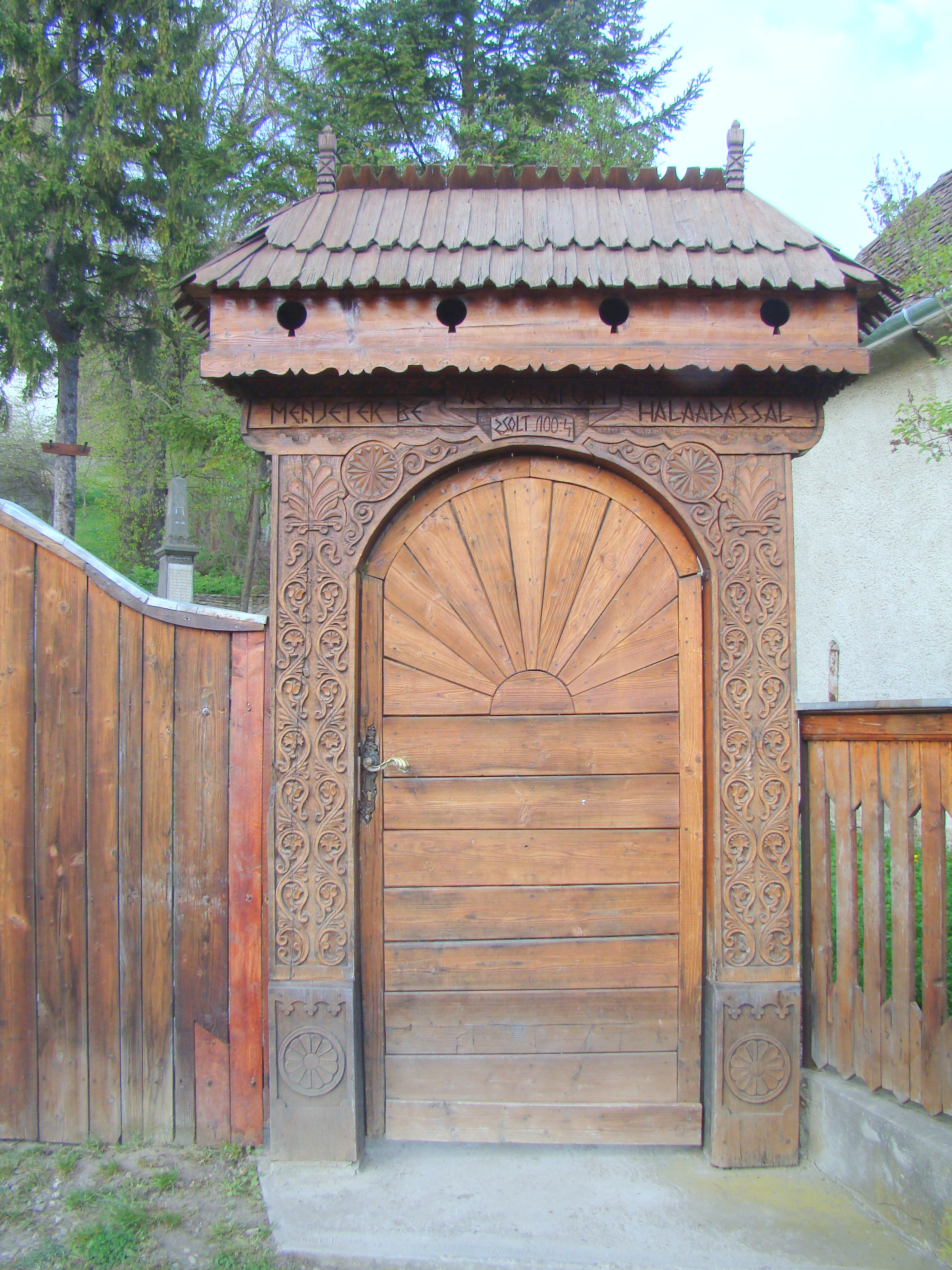
Poarta de lemn a bisericii reformate
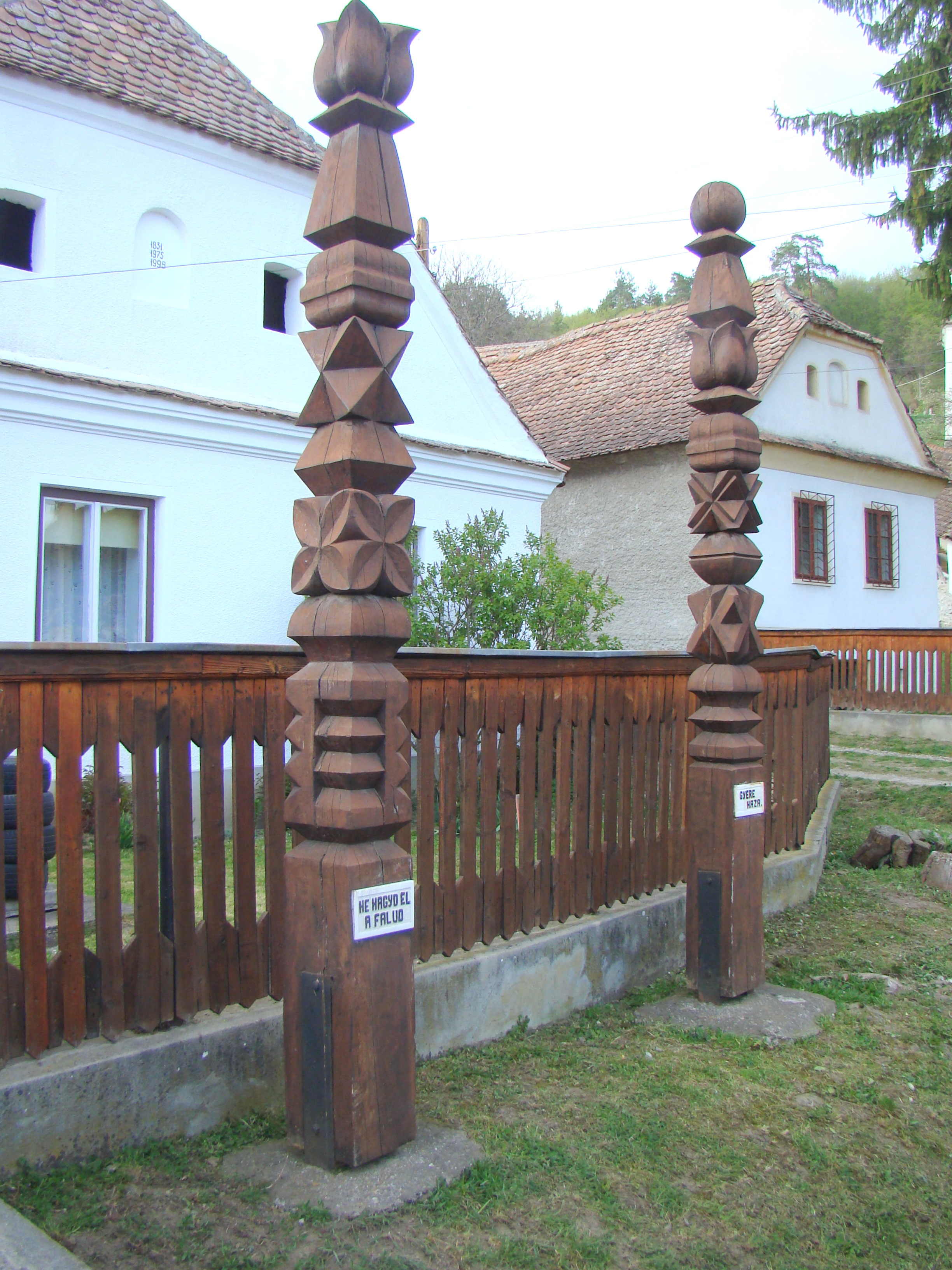
Casa parohială reformată
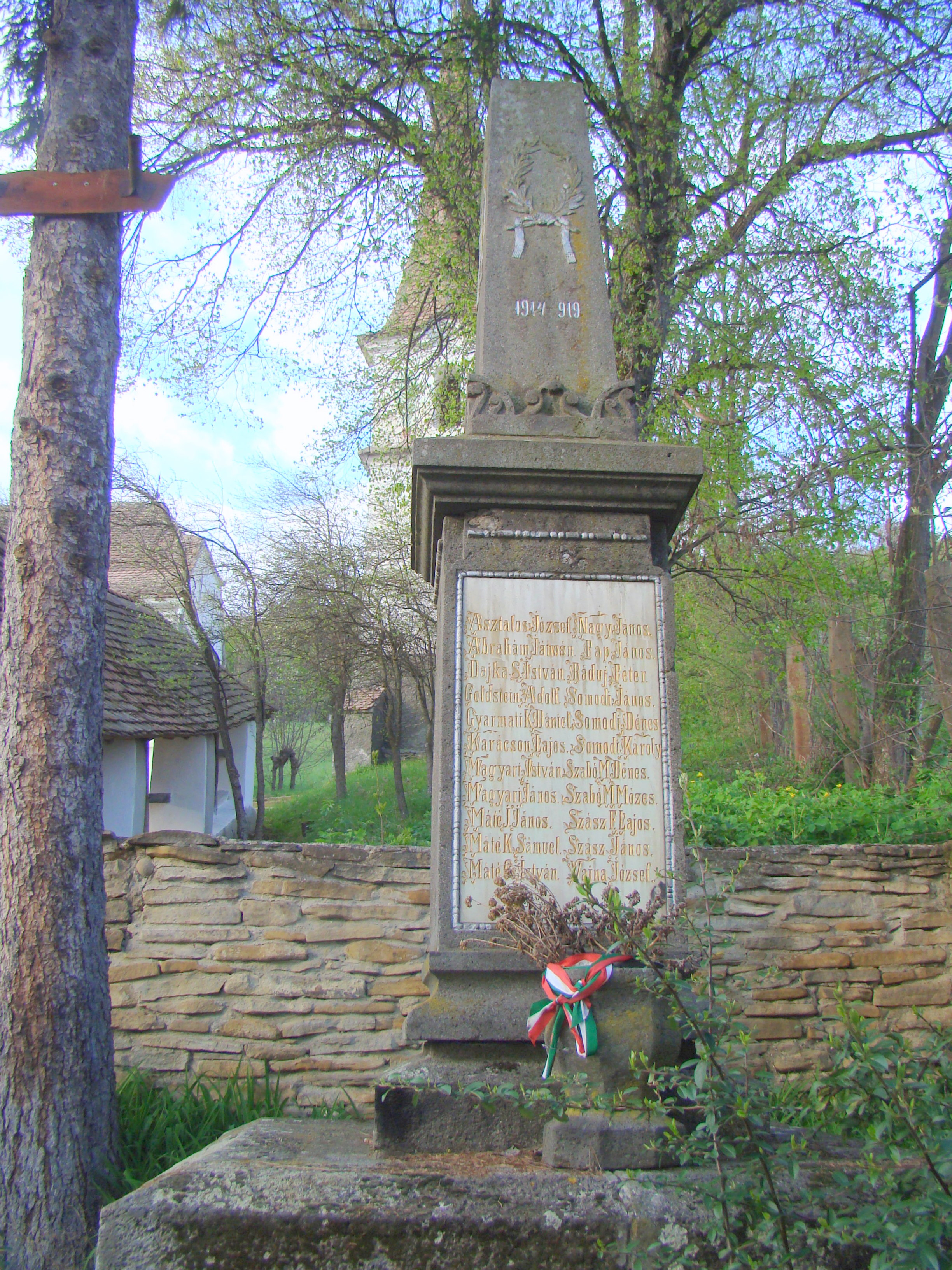
Monumentul eroilor
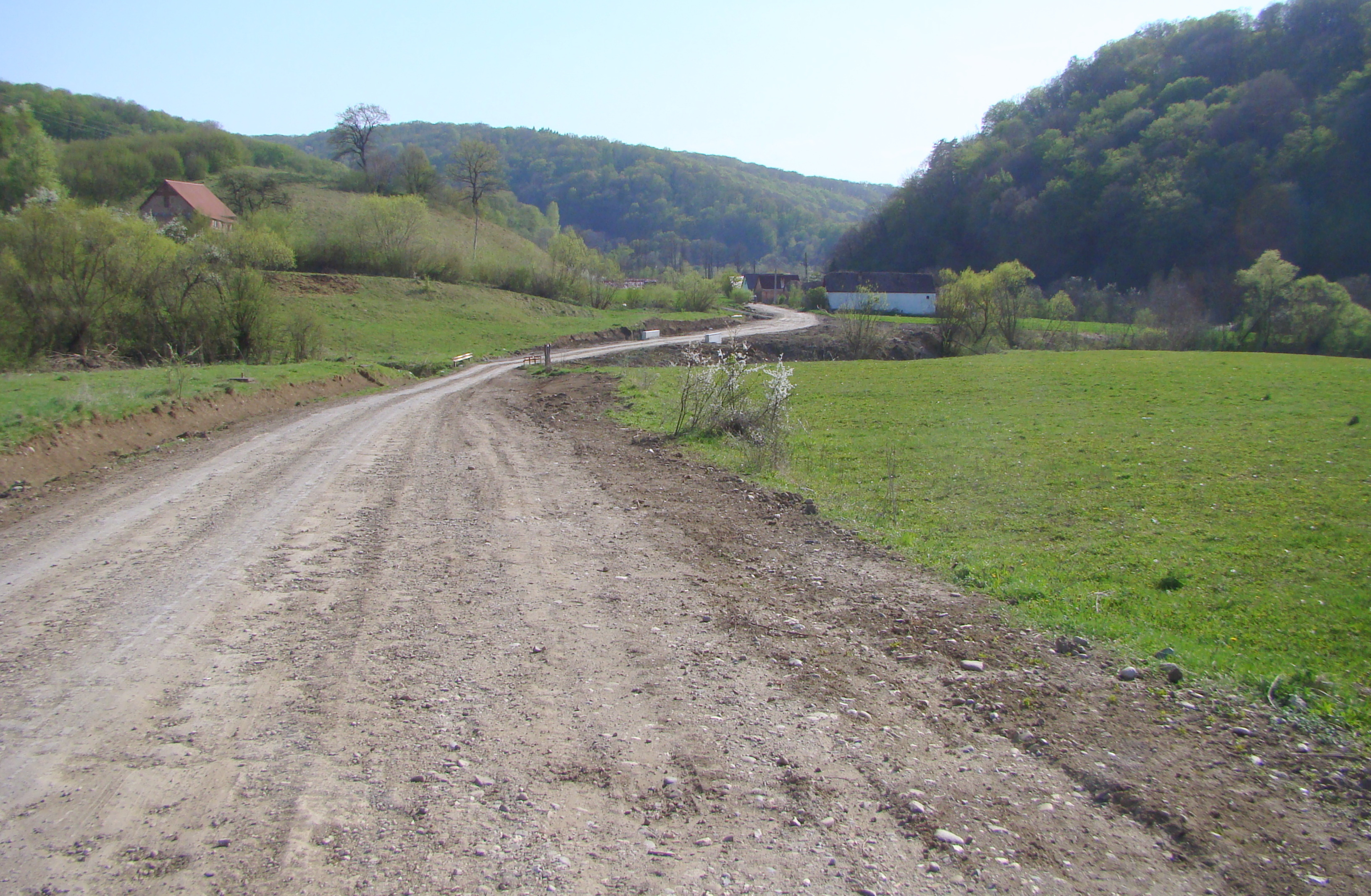
Intrarea dinspre Feleag